# Jany Kapu
Jany Kapu (W latach 1938-2023: Krasnoperekopsk; ukr. Яни Капу; ros. Яны Капу) – miasto o znaczeniu regionalnym na Krymie, obszar uznawany przez większość państw jako część Ukrainy, włączony de facto do Federacji Rosyjskiej w marcu 2014 roku jako część Republiki Krymu. Miejscowość jest położona na Przesmyku Perekopskim (Krym), stolica rejonu krasnoperekopskiego.
Założone w 1932 roku jako osiedle pracowników fabryki bromu. W 1938 roku otrzymało nazwę Krasnoperekopsk (ukr. Красноперекопськ, Krasnoperekopśk; ros. Красноперекопск, Krasnopieriekopsk), zaś w 2016, ze skutkiem od 2023, zostało przemianowane na Jany Kapu. W 1966 roku uzyskało prawa miejskie.
Liczy około 33 tys. mieszkańców, z czego ponad połowa to Rosjanie, nieco mniej jest Ukraińców; mieszka tu również około 1100 Tatarów krymskich. W mieście znajduje się największa fabryka sody na Ukrainie. Przez miasto przebiega linia łącząca Krym z miastem Chersoń.